# Projekt 661 Antjar
Projekt 661 Antjar (ryska: Анчар (upasträd) NATO-rapporteringsnamn Papa-klass) är en sovjetisk ubåtsklass. Det är världens snabbaste ubåt och världens första ubåt med titanskrov.

## Utveckling
De sjömålsrobotbärande ubåtarna i klasserna Projekt 651 och Projekt 675 hade en stor nackdel: de kunde bara avfyra sina robotar i övervattensläge. Detta uppvägdes till viss del av att P-6 och P-500 Bazalt hade en räckvidd på över 400 km, vilket gjorde att de kunde avfyras från säkert avstånd, men det gjorde ubåtarna beroende av målinformation från externa källor. Det skulle vara mycket effektivare med ubåtar som själva kunde lokalisera sina mål och avfyra sina robotar på kortare avstånd från undervattensläge. Ubåten behövde också stora fartresurser, dels för att kunna manövrera sig till eldläge mot snabba hangarfartyg och dels för att undvika bekämpning genom att snabbt kunna avlägsna sig från den  plats varifrån robotarna avfyrats.
Antjar-klassen skulle ha blivit den första ubåtstypen i världen som kunde avfyra sjömålsrobotar från undervattensläge. Svårigheter med titanskrovet gjorde dock att projektet drog ut på tiden, varför den mer konventionella konstruktionen Projekt 670 Skat, beväpnad med samma robotar, togs i tjänst före. Titanskrovet gjorde ubåten extremt dyr vilket gav den smeknamnet Zolotoja rybka (золота́я ры́бка, guldfisken).

## Fartyg i klassen

### K-222
Påbörjad: 28 december 1963, Sjösatt: 21 december 1968, Tagen i tjänst 31 december 1969 i Norra flottan.

Ubåten började byggas med namnet K-18 vilket i januari 1965 ändrades till K-162. Under provturerna i december 1969 uppnådde hon 42 knops fart med 80% effekt i reaktorerna. Det visade sig att tornet inte var konstruerat för de hastigheterna eftersom flera luckor och andra detaljer slets loss.
I december 1970 genomfördes att nytt högfartsprov med 97% reaktoreffekt och med turbinernas övertrycksskydd förbikopplat varvid K-126 uppnådde 44,7 knops hastighet, vilket fortfarande är gällande hastighetsrekord för en bemannad undervattensfarkost. Ytterligare ett högfartsprov med 100% reaktoreffekt var planerat till februari–mars 1971, men det ställdes in på grund av hårt väder.
Under en patrull i nordatlanten september–december 1971 hade hon god nytta av sina fartresurser då hon utan några problem kunde skugga det amerikanska hangarfartyget USS Saratoga. I januari 1978 döptes hon om till K-222. I december 1984 placerades ubåten i malpåse för att avrustas i mars 1989. Den 7 november 1999 lämnades fartyget tillbaka till tillverkaren Sevmasj för att användas som provfartyg. I juli 2008 överläts hon till Zvezdotjka för skrotning. Ubåten skrotades under 2010 med reaktorerna fortfarande monterade i skrovet eftersom de inte kunde avlägsnas med mindre än att hela ubåten styckades upp.